# Seznam děkanů Fakulty regionálního rozvoje a mezinárodních studií Mendelovy univerzity v Brně
Toto je seznam děkanů Fakulty regionálního rozvoje a mezinárodních studií Mendelovy univerzity v Brně.
1. Iva Živělová (2008–2012)[1]
2. Libor Grega (2012–2016)[2]
3. Jiří Schneider (od 2016)[3]